# Ossian Andersson (konstnär)
Johan Ossian Andersson, född 23 maj 1889 i Uppsala, död 20 november 1975 i Askers församling, Örebro län, var en svensk konstnär.
Andersson studerade vid Tekniska skolan i Stockholm samt vid resor i de nordiska grannländerna. Han inledde sin bana inom konstvärlden som anställd av konsthandlaren Theodor Sandström och fick då signera sina alster med signaturen Th. Sandström efter att han lämnat anställningen signerade han sina verk med J. Ossian. Han ställde ut separat i Nyköping och har deltagit i ett flertal samlingsutställningar.
Hans konst består av marinmålningar med motiv från Västkusten och Skagen. Bland annat har han målat av en stor del av kustlinjen mellan Varberg och Falkenberg.
Han var son till dekorationsmålaren Johan Alfred Andersson och Lovisa Albertina Persdotter.